# James Songok
James Songok (né le 23 juillet 1970) est un athlète kényan, spécialiste des courses de fond. 

## Biographie
James Songok se révèle en 1988 en 
Il remporte la médaille d'or du 5 000 mètres lors des championnats d'Afrique 1992, à Maurice, dans le temps de 13 min 24 s 63, devant Worku Bikila et Josphat Machuka.
Il décroche le titre par équipes du cross long lors des championnats du monde de cross 1994 et 1995.

### Palmarès
| Date | Compétition                    | Lieu             | Résultat | Épreuve                | Performance    |
| ---- | ------------------------------ | ---------------- | -------- | ---------------------- | -------------- |
| 1988 | Championnats du monde juniors  | Sudbury          | 3e       | 10 000 m               | 28 min 50 s 42 |
| 1992 | Championnats d'Afrique         | Belle Vue Maurel | 1er      | 5 000 m                | 13 min 24 s 63 |
| 1994 | Championnats du monde de cross | Budapest         | 6e       | Cross long individuel  |                |
| 1994 | Championnats du monde de cross | Budapest         | 1er      | Cross long par équipes |                |
| 1995 | Championnats du monde de cross | Durham           | 7e       | Cross long individuel  |                |
| 1995 | Championnats du monde de cross | Durham           | 1er      | Cross long par équipes |                |

### Records
| Épreuve | Performance    | Lieu             | Date         |
| ------- | -------------- | ---------------- | ------------ |
| 5 000 m | 13 min 24 s 63 | Belle Vue Maurel | 27 juin 1992 |